# Félix Balyu
Félix Balyu  est un footballeur belge, né le 5 août 1891 à Heist (Belgique) et mort le 15 janvier 1971.
Il a évolué comme milieu de terrain au FC Bruges et été international et champion olympique en 1920.
Il part ensuite en France au FC Rouen puis joue à partir de 1924 à l'US tourquennoise où il s'occupe aussi de la formation des jeunes. Il est présenté dans L'Auto dans le texte de présentation de la finale du championnat de France 1928 comme « le plus vieux joueur de France ».

## Palmarès
- International en 1920 (1 sélection)
- Champion olympique en 1920 (il joue un match)
- Finaliste de la coupe de Belgique en 1914 avec le FC Bruges